# Geissois biagiana
Geissois biagiana là một loài thực vật có hoa trong họ Cunoniaceae. Loài này được (F.Muell.) F.Muell. mô tả khoa học đầu tiên năm 1865.